# Reuven Bar-On

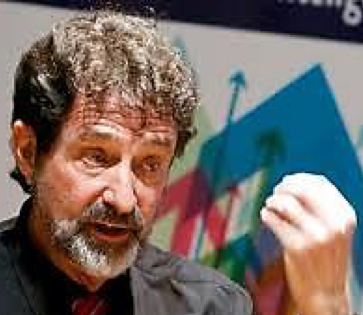
Reuven Bar-On

Reuven Bar-On (San Diego, 15 mei 1944) is een Amerikaans-Israëlisch psycholoog (hij heeft beide nationaliteiten).
Hij behaalde zijn doctoraat (PhD) aan de Rhodes-universiteit in Zuid-Afrika en werkt sinds 1972 als klinisch psycholoog. 
Bar-On deed zestien jaar onderzoek en beschreef emotionele intelligentie als een aparte vaardigheid. In 1997 bracht hij een test op de markt die tot doel had deze vaardigheid te kunnen meten. Op de test ontving hij patent en de test ging BarOn Emotional Quotiënt Inventory (BarOn EQ-i) heten.